# 井ノ奥公園

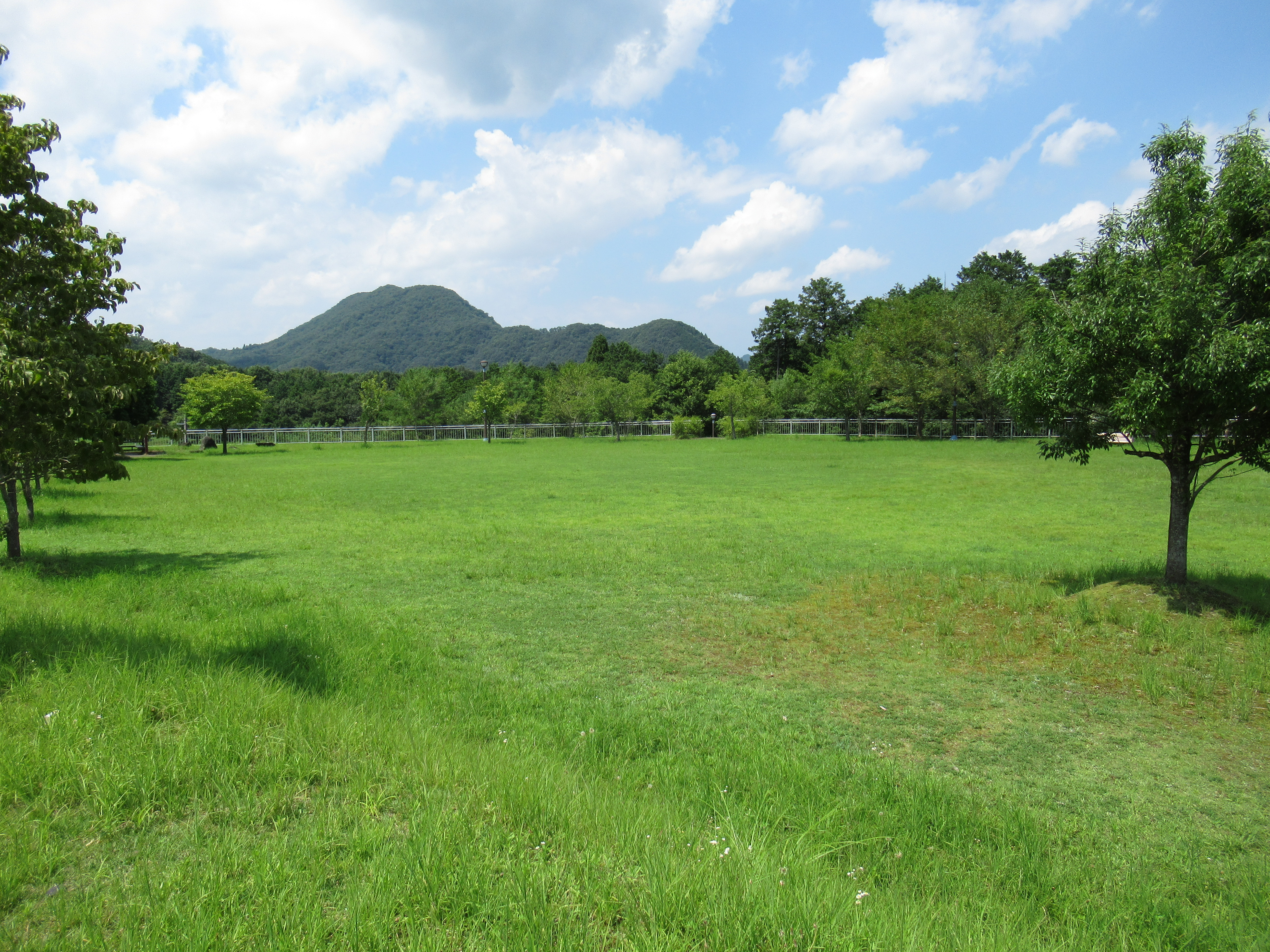
芝生広場

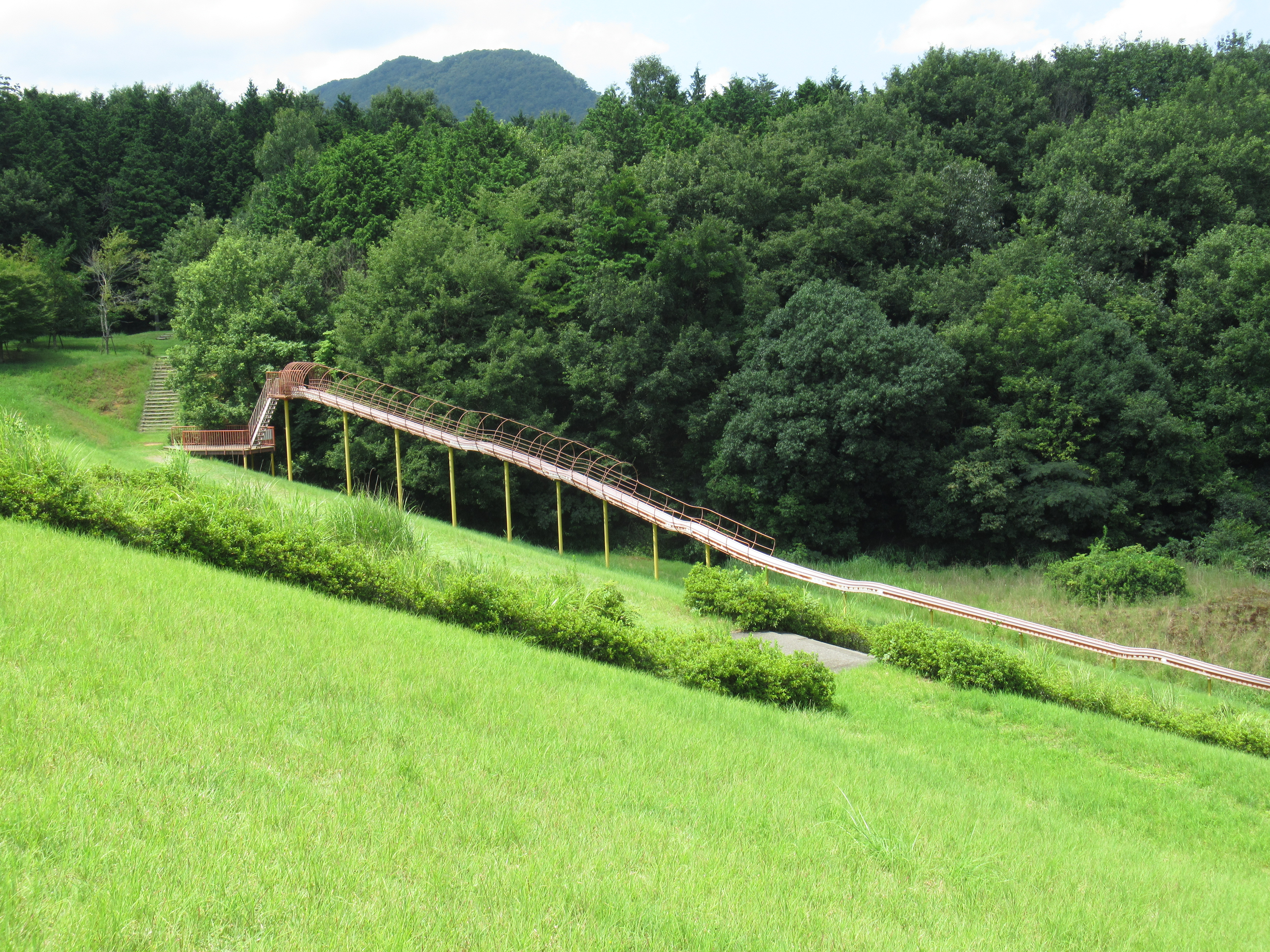
ローラースライダー

井ノ奥公園（いのおくこうえん）は、京都府福知山市三和町千束にある公園（都市公園以外の公園）である。

## 場所
京都丹波地方の中核工業団地である「エコートピア京都三和」に隣設して建設されている。
- 車：舞鶴若狭自動車道 福知山ICから、国道9号を京都方面へ向かって約15分
- バス：JR西日本 福知山線 福知山駅から、JRバスで約30分「下ノ段バス停」下車で、徒歩約3分

## 沿革
- 2003年：完成

## 入園料
- 無料、入園自由

## 園内
敷地面積約7.8haの広大な土地には、森林と水辺の景観を生かした造りをテーマとし、川へ流れ込む雨水の量を調節する調整池の周りに、「未来」と「里山」と「深緑」の各ゾーンが設けられている。

### 「未来」ゾーン
- 太陽光と風力で発電・点灯する照明をはじめ、芝生広場や水遊びができるせせらぎや噴水が配置されている。

### 「里山」ゾーン
- 自然林の中を散策できる散策道や、ビオトープ池などがあり、鳥のさえずりや生き物の観察に適した環境が作り出されている。

### 「深緑」ゾーン
- アスレチック遊具を中心に、全長64mのローラースライダーが大人気。比較的ゆるやかな曲線を描いて設計されており、安心して遊ぶことができる。